# Mexicaans voetbalelftal in 2009
Het Mexicaans voetbalelftal  speelde in totaal 21 interlands in het jaar 2009. Tien wedstrijden werden gespeeld voor WK-kwalificatie, zes wedstrijden werden op de CONCACAF Gold Cup gespeeld en vijf wedstrijden waren vriendschappelijk. De selectie stond onder leiding van Sven-Göran Eriksson, die in april werd vervangen door Javier Aguirre. Op de FIFA-wereldranglijst steeg Mexico in 2009 van de 26e (januari 2009) naar de 17e plaats (december 2009).

## Balans
| Wedstrijden | Wedstrijden | Wedstrijden | Wedstrijden | Doelpunten | Doelpunten | Doelpunten |
| Gespeeld    | Winst       | Gelijk      | Verlies     | Voor       | Tegen      | Saldo      |
| ----------- | ----------- | ----------- | ----------- | ---------- | ---------- | ---------- |
| 21          | 12          | 4           | 5           | 46         | 18         | +28        |

## Interlands
|                                                   |        |                        |        |                                                                             |
| 28 januari Vriendschappelijk № «onderlinge duels» | Mexico | 0 – 1                  | Zweden | O.co Coliseum, Oakland Toeschouwers: 46.550 Scheidsrechter: Paul Ward (CAN) |
| 28 januari Vriendschappelijk № «onderlinge duels» |        | 57' Alexander Farnerud |        | O.co Coliseum, Oakland Toeschouwers: 46.550 Scheidsrechter: Paul Ward (CAN) |

|                                                  |                                         |       |        |                                                                                          |
| 11 februari WK-kwalificatie № «onderlinge duels» | Verenigde Staten                        | 2 – 0 | Mexico | Columbus Crew Stadium, Columbus Toeschouwers: 23.776 Scheidsrechter: Carlos Batres (GUA) |
| 11 februari WK-kwalificatie № «onderlinge duels» | Michael Bradley 43' Michael Bradley 90' |       |        | Columbus Crew Stadium, Columbus Toeschouwers: 23.776 Scheidsrechter: Carlos Batres (GUA) |

|                                                 | |       |                  |                                                                                  |
| 11 maart Vriendschappelijk № «onderlinge duels» | Mexico | 5 – 1 | Bolivia          | Dick's Sporting Goods Park, Commerce City Scheidsrechter: Baldomero Toledo (USA) |
| 11 maart Vriendschappelijk № «onderlinge duels» | Vicente Vuoso 24' Leandro Augusto 32' Vicente Vuoso 58' Sergio Santana 71' (pen.) José María Cárdenas 84' |       | 68' Didi Torrico | Dick's Sporting Goods Park, Commerce City Scheidsrechter: Baldomero Toledo (USA) |

|                                               |                                       |       |            |                                                                                     |
| 28 maart WK-kwalificatie № «onderlinge duels» | Mexico                                | 2 – 0 | Costa Rica | Aztekenstadion, Mexico-Stad Toeschouwers: 90.000 Scheidsrechter: Terry Vaughn (USA) |
| 28 maart WK-kwalificatie № «onderlinge duels» | Omar Bravo 20' Pável Pardo 53' (pen.) |       |            | Aztekenstadion, Mexico-Stad Toeschouwers: 90.000 Scheidsrechter: Terry Vaughn (USA) |

|                                              |                                                       |       |                          |                                                                                       |
| 1 april WK-kwalificatie № «onderlinge duels» | Honduras                                              | 3 – 1 | Mexico                   | Estadio Olímpico, San Pedro Sula Toeschouwers: 28.000 Scheidsrechter: Paul Ward (CAN) |
| 1 april WK-kwalificatie № «onderlinge duels» | Carlos Costly 17' Carlos Costly 43' Carlos Costly 78' |       | 80' (pen.) Nery Castillo | Estadio Olímpico, San Pedro Sula Toeschouwers: 28.000 Scheidsrechter: Paul Ward (CAN) |

|                                             |                                                  |       |                              |                                                                                        |
| 6 juni WK-kwalificatie № «onderlinge duels» | El Salvador                                      | 2 – 1 | Mexico                       | Estadio Cuscatlán, Cuscatlán Toeschouwers: 33.000 Scheidsrechter: Walter Quesada (CRC) |
| 6 juni WK-kwalificatie № «onderlinge duels» | Julio Martínez 12' Eliseo Quintanilla 85' (pen.) |       | 71' (pen.) Cuauhtémoc Blanco | Estadio Cuscatlán, Cuscatlán Toeschouwers: 33.000 Scheidsrechter: Walter Quesada (CRC) |

|                                              |                                     |       |                    |                                                                                    |
| 10 juni WK-kwalificatie № «onderlinge duels» | Mexico                              | 2 – 1 | Trinidad en Tobago | Aztekenstadion, Mexico-Stad Toeschouwers: 92.000 Scheidsrechter: Jose Pineda (HON) |
| 10 juni WK-kwalificatie № «onderlinge duels» | Guillermo Franco 1' Óscar Rojas 48' |       | 45' Hayden Tinto   | Aztekenstadion, Mexico-Stad Toeschouwers: 92.000 Scheidsrechter: Jose Pineda (HON) |

|                                                |                                                                                 |       |           |                                                                               |
| 24 juni Vriendschappelijk № «onderlinge duels» | Mexico                                                                          | 4 – 0 | Venezuela | Georgia Dome, Atlanta Toeschouwers: 51.115 Scheidsrechter: Terry Vaughn (USA) |
| 24 juni Vriendschappelijk № «onderlinge duels» | Carlos Vela 45' Giovani dos Santos 47' Giovani dos Santos 49' Omar Arellano 73' |       |           | Georgia Dome, Atlanta Toeschouwers: 51.115 Scheidsrechter: Terry Vaughn (USA) |

|                                                |        |       |           |                                                                    |
| 28 juni Vriendschappelijk № «onderlinge duels» | Mexico | 0 – 0 | Guatemala | Qualcomm Stadium, San Diego Scheidsrechter: Mauricio Navarro (CAN) |
| 28 juni Vriendschappelijk № «onderlinge duels» |        |       |           | Qualcomm Stadium, San Diego Scheidsrechter: Mauricio Navarro (CAN) |

| CONCACAF Gold Cup 2009 |
| ---------------------- |

|                                                       |           |                                           |        | |
| 5 juli CONCACAF Gold Cup Groep C № «onderlinge duels» | Nicaragua | 0 – 2                                     | Mexico | Oakland-Alameda County Coliseum, Oakland Toeschouwers: 32.700 Scheidsrechter: Mauricio Navarro (CAN) |
| 5 juli CONCACAF Gold Cup Groep C № «onderlinge duels» |           | 45' (pen.) Luis Noriega 85' Pablo Barrera |        | Oakland-Alameda County Coliseum, Oakland Toeschouwers: 32.700 Scheidsrechter: Mauricio Navarro (CAN) |

|                                                       |                 |       |                |                                                                                  |
| 9 juli CONCACAF Gold Cup Groep C № «onderlinge duels» | Mexico          | 1 – 1 | Panama         | Reliant Stadium, Houston Toeschouwers: 47.713 Scheidsrechter: Joel Aguilar (SLV) |
| 9 juli CONCACAF Gold Cup Groep C № «onderlinge duels» | Miguel Sabah 9' |       | 28' Blas Pérez | Reliant Stadium, Houston Toeschouwers: 47.713 Scheidsrechter: Joel Aguilar (SLV) |

|                                                        |                                      |       |            |                                                                                                |
| 12 juli CONCACAF Gold Cup Groep C № «onderlinge duels» | Mexico                               | 2 – 0 | Guadeloupe | University of Phoenix Stadium, Glendale Toeschouwers: 23.876 Scheidsrechter: Neal Brizan (TRI) |
| 12 juli CONCACAF Gold Cup Groep C № «onderlinge duels» | Gerardo Torrado 42' Miguel Sabah 84' |       |            | University of Phoenix Stadium, Glendale Toeschouwers: 23.876 Scheidsrechter: Neal Brizan (TRI) |

|                                                            |                                                                            |       |       |                                                                                         |
| 19 juli CONCACAF Gold Cup Kwartfinale № «onderlinge duels» | Mexico                                                                     | 4 – 0 | Haïti | Cowboys Stadium, Arlington Toeschouwers: 82.252 Scheidsrechter: Courtney Campbell (JAM) |
| 19 juli CONCACAF Gold Cup Kwartfinale № «onderlinge duels» | Miguel Sabah 23' Giovani dos Santos 42' Miguel Sabah 63' Pablo Barrera 83' |       |       | Cowboys Stadium, Arlington Toeschouwers: 82.252 Scheidsrechter: Courtney Campbell (JAM) |

|                                                             |                                                                   |       |                                                                               |                                                                                  |
| 23 juli CONCACAF Gold Cup Halve finale № «onderlinge duels» | Costa Rica                                                        | 1 – 1 | Mexico                                                                        | Soldier Field, Chicago Toeschouwers: 55.173 Scheidsrechter: Roberto Moreno (PAN) |
| 23 juli CONCACAF Gold Cup Halve finale № «onderlinge duels» | Froylán Ledezma 90+3'                                             |       | 88' Guillermo Franco                                                          | Soldier Field, Chicago Toeschouwers: 55.173 Scheidsrechter: Roberto Moreno (PAN) |
| 23 juli CONCACAF Gold Cup Halve finale № «onderlinge duels» | Strafschoppen                                                     |       |                                                                               | Soldier Field, Chicago Toeschouwers: 55.173 Scheidsrechter: Roberto Moreno (PAN) |
| 23 juli CONCACAF Gold Cup Halve finale № «onderlinge duels» | Álvaro Saborío Celso Borges Froylán Ledezma Cristian Oviedo Calvo | 3 – 5 | Guillermo Franco Giovani dos Santos Gerardo Torrado Efraín Juárez Carlos Vela | Soldier Field, Chicago Toeschouwers: 55.173 Scheidsrechter: Roberto Moreno (PAN) |

|                                                       |                  | |        |                                                                                              |
| 26 juli CONCACAF Gold Cup Finale № «onderlinge duels» | Verenigde Staten | 0 – 5                                                                                                  | Mexico | Giants Stadium, East Rutherford Toeschouwers: 79.156 Scheidsrechter: Courtney Campbell (JAM) |
| 26 juli CONCACAF Gold Cup Finale № «onderlinge duels» |                  | 57' (pen.) Gerardo Torrado 62' Giovani dos Santos 67' Carlos Vela 79' José Castro 90' Guillermo Franco |        | Giants Stadium, East Rutherford Toeschouwers: 79.156 Scheidsrechter: Courtney Campbell (JAM) |

|  |  |  |  |  |  |  |  |  |

|                                                  |                                    |       |                   |                                                                                        |
| 12 augustus WK-kwalificatie № «onderlinge duels» | Mexico                             | 2 – 1 | Verenigde Staten  | Aztekenstadion, Mexico-Stad Toeschouwers: 104.499 Scheidsrechter: Roberto Moreno (PAN) |
| 12 augustus WK-kwalificatie № «onderlinge duels» | Israel Castro 19' Miguel Sabah 81' |       | 8' Charlie Davies | Aztekenstadion, Mexico-Stad Toeschouwers: 104.499 Scheidsrechter: Roberto Moreno (PAN) |

|                                                  |            |                                                                 |        |                                                                                           |
| 5 september WK-kwalificatie № «onderlinge duels» | Costa Rica | 0 – 3                                                           | Mexico | Estadio Ricardo Saprissa, San José Toeschouwers: 20.000 Scheidsrechter: Neal Brizan (TRI) |
| 5 september WK-kwalificatie № «onderlinge duels» |            | 45' Giovani dos Santos 62' Guillermo Franco 70' Andrés Guardado |        | Estadio Ricardo Saprissa, San José Toeschouwers: 20.000 Scheidsrechter: Neal Brizan (TRI) |

|                                                  |                              |       |          |                                                                                          |
| 9 september WK-kwalificatie № «onderlinge duels» | Mexico                       | 1 – 0 | Honduras | Aztekenstadion, Mexico-Stad Toeschouwers: 97.897 Scheidsrechter: Courtney Campbell (JAM) |
| 9 september WK-kwalificatie № «onderlinge duels» | Cuauhtémoc Blanco 75' (pen.) |       |          | Aztekenstadion, Mexico-Stad Toeschouwers: 97.897 Scheidsrechter: Courtney Campbell (JAM) |

|                                                     |                  |       |                                         |                                                           |
| 30 september Vriendschappelijk № «onderlinge duels» | Mexico           | 1 – 2 | Colombia                                | Cotton Bowl, Dallas Scheidsrechter: Ricardo Salazar (USA) |
| 30 september Vriendschappelijk № «onderlinge duels» | Paul Aguilar 90' |       | 45' Giovanni Moreno 80' Carlos Quintero | Cotton Bowl, Dallas Scheidsrechter: Ricardo Salazar (USA) |

|                                                 |                                                                                         |       |                    |                                                                                       |
| 10 oktober WK-kwalificatie № «onderlinge duels» | Mexico                                                                                  | 4 – 1 | El Salvador        | Aztekenstadion, Mexico-Stad Toeschouwers: 104.000 Scheidsrechter: Carlos Batres (GUA) |
| 10 oktober WK-kwalificatie № «onderlinge duels» | Marvin Gonzalez 25' (e.d.) Cuauhtémoc Blanco 71' Francisco Palencia 85' Carlos Vela 90' |       | 89' Julio Martínez | Aztekenstadion, Mexico-Stad Toeschouwers: 104.000 Scheidsrechter: Carlos Batres (GUA) |

|                                                 |                                              |       |                                        |                                                                                                 |
| 14 oktober WK-kwalificatie № «onderlinge duels» | Trinidad en Tobago                           | 2 – 2 | Mexico                                 | Hasely Crawford Stadium, Port of Spain Toeschouwers: 2.000 Scheidsrechter: Walter Quesada (CRC) |
| 14 oktober WK-kwalificatie № «onderlinge duels» | Kerry Baptiste 32' (pen.) Kerry Baptiste 61' |       | 58' Enrique Esqueda 66' Carlos Salcido | Hasely Crawford Stadium, Port of Spain Toeschouwers: 2.000 Scheidsrechter: Walter Quesada (CRC) |

## FIFA-wereldranglijst
| JAN | FEB | MAR | APR | MEI | JUN | JUL | AUG | SEP | OKT | NOV | DEC |
| --- | --- | --- | --- | --- | --- | --- | --- | --- | --- | --- | --- |
| 26  | 24  | 23  | 25  | 25  | 26  | 33  | 30  | 24  | 18  | 15  | 17  |

## Statistieken
| Guillermo Ochoa            | 1985-07-13 | Club América          | 15 | 1 | 0 |
| José de Jesús Corona       | 1981-01-26 | Cruz Azul             | 2  | 0 | 0 |
| Óscar Pérez                | 1973-02-01 | Jaguares de Chiapas   | 2  | 0 | 0 |
| Oswaldo Sánchez            | 1973-09-21 | Santos Laguna         | 2  | 0 | 0 |
| Verdediging                |            |                       |    |   |   |
| Jonny Maggalón             | 1981-11-21 | C.D. Guadalajara      | 12 | 1 | 0 |
| Fausto Pinto               | 1983-08-08 | Cruz Azul             | 12 | 0 | 0 |
| Efraín Juárez              | 1988-02-22 | Pumas UNAM            | 9  | 0 | 0 |
| Ricardo Osorio             | 1980-03-30 | VfB Stuttgart         | 8  | 0 | 0 |
| José Antonio Castro        | 1980-08-11 | Club Tigres           | 7  | 4 | 1 |
| Ismael Rodríguez           | 1981-01-10 | Club América          | 5  | 0 | 0 |
| Óscar Rojas                | 1981-08-02 | Club América          | 4  | 1 | 1 |
| Leobardo López             | 1983-09-04 | CF Pachuca            | 4  | 0 | 0 |
| Aarón Galindo              | 1982-05-08 | C.D. Guadalajara      | 3  | 1 | 0 |
| Juan Carlos Valenzuela     | 1984-05-15 | Club América          | 3  | 1 | 0 |
| Edgar Dueñas               | 1983-03-05 | Toluca FC             | 3  | 0 | 0 |
| Rafael Márquez             | 1979-02-13 | FC Barcelona          | 2  | 0 | 0 |
| Francisco Javier Rodríguez | 1981-10-20 | PSV                   | 2  | 0 | 0 |
| Hugo Ayala                 | 1987-03-31 | Club Atlas            | 1  | 1 | 0 |
| Julio César Domínguez      | 1987-11-08 | Cruz Azul             | 1  | 1 | 0 |
| Paúl Aguilar               | 1986-03-06 | CF Pachuca            | 1  | 0 | 1 |
| Diego Martínez             | 1981-02-15 | Club San Luis         | 1  | 0 | 0 |
| Héctor Moreno              | 1988-01-17 | AZ                    | 1  | 0 | 0 |
| Middenveld                 |            |                       |    |   |   |
| Gerardo Torrado            | 1979-04-30 | Cruz Azul             | 14 | 1 | 2 |
| Israel Castro              | 1980-12-20 | Pumas UNAM            | 11 | 2 | 1 |
| Giovani dos Santos         | 1989-05-11 | Galatasaray SK        | 11 | 1 | 5 |
| Andrés Guardado            | 1986-09-28 | Deportivo La Coruña   | 8  | 1 | 1 |
| Carlos Salcido             | 1980-04-02 | PSV                   | 8  | 0 | 1 |
| Israel Martínez            | 1981-03-14 | Club América          | 5  | 2 | 0 |
| Leandro Augusto            | 1977-08-18 | Pumas UNAM            | 5  | 0 | 1 |
| Luis Noriega               | 1985-04-17 | Puebla FC             | 4  | 0 | 1 |
| Nery Castillo              | 1984-06-13 | Dnipro Dnipropetrovsk | 3  | 3 | 1 |
| Fernando Arce              | 1980-04-24 | Santos Laguna         | 3  | 0 | 0 |
| Pablo Barrera              | 1987-06-21 | Pumas UNAM            | 1  | 8 | 2 |
| José María Cárdenas        | 1985-04-02 | Santos Laguna         | 1  | 1 | 1 |
| Luis Ernesto Pérez         | 1981-01-12 | CF Monterrey          | 1  | 1 | 0 |
| Édgar Pacheco              | 1990-01-22 | Club Atlas            | 1  | 0 | 0 |
| Lucas Ayala                | 1978-08-11 | Club Tigres           | 1  | 0 | 0 |
| Jonathan dos Santos        | 1990-04-26 | FC Barcelona          | 1  | 0 | 0 |
| Braulio Luna               | 1974-09-08 | Club San Luis         | 1  | 0 | 0 |
| Antonio Naelson            | 1976-05-23 | Toluca FC             | 0  | 3 | 0 |
| César Villaluz             | 1988-07-18 | Cruz Azul             | 0  | 2 | 0 |
| Patricio Araujo            | 1988-01-30 | C.D. Guadalajara      | 0  | 1 | 0 |
| Aanval                     |            |                       |    |   |   |
| Miguel Sabah               | 1979-11-14 | Monarcas Morelia      | 8  | 6 | 5 |
| Alberto Medina             | 1983-05-29 | C.D. Guadalajara      | 8  | 3 | 0 |
| Carlos Vela                | 1989-03-01 | Arsenal FC            | 5  | 4 | 3 |
| Guillermo Franco           | 1976-11-03 | West Ham United FC    | 5  | 3 | 4 |
| Omar Bravo                 | 1980-03-04 | C.D. Guadalajara      | 5  | 3 | 1 |
| Cuauhtémoc Blanco          | 1973-01-17 | CD Veracruz           | 5  | 2 | 3 |
| Carlos Esquivel            | 1982-04-10 | Toluca FC             | 3  | 4 | 0 |
| Matías Vuoso               | 1981-11-03 | Santos Laguna         | 3  | 1 | 1 |
| Omar Arellano              | 1987-06-18 | C.D. Guadalajara      | 1  | 3 | 1 |
| Francisco Palencia         | 1973-04-28 | Pumas UNAM            | 1  | 1 | 1 |
| Juan Carlos Cacho          | 1982-05-03 | CF Pachuca            | 1  | 1 | 0 |
| Carlos Ochoa               | 1978-03-05 | Santos Laguna         | 1  | 1 | 0 |
| Néstor Calderón            | 1989-02-14 | Toluca FC             | 1  | 0 | 0 |
| Enrique Esqueda            | 1988-04-19 | Club América          | 0  | 2 | 1 |
| Sergio Santana             | 1981-08-10 | CF Monterrey          | 0  | 1 | 1 |
| Javier Hernández           | 1988-06-01 | C.D. Guadalajara      | 0  | 1 | 0 |

FMF · A-internationals · Selecties · Bondscoaches · Statistieken · Mexicaans vrouwenelftal · Olympisch elftal · Mexico U21 · Mexico U20 · Mexico U19 · Mexico U18 · Mexico U17
1920 – 1949 ·
1950 – 1969 ·
1970 – 1979 ·
1980 – 1989 ·
1990 – 1999 ·
2000 – 2009 ·
2010 – 2019 ·
2020 – 2029
Copa América 1993 ·
Copa América 1995 ·
Copa América 1997 ·
Copa América 1999 ·
Copa América 2001 ·
Copa América 2004 ·
Copa América 2007 ·
Copa América 2011 ·
Copa América 2015 · 
Copa América 2016
WK 1930 ·
WK 1950 ·
WK 1954 ·
WK 1958 ·
WK 1962 ·
WK 1966 ·
WK 1970 ·
WK 1978 ·
WK 1986 ·
WK 1994 ·
WK 1998 ·
WK 2002 ·
WK 2006 ·
WK 2010 ·
WK 2014 · 
WK 2018
OS 1928 ·
OS 1948 ·
OS 1964 ·
OS 1968 ·
OS 1972 ·
OS 1976 ·
OS 1992 ·
OS 1996 ·
OS 2004 ·
OS 2012 ·
OS 2016 ·
OS 2020
1923 ·
1924–1927 ·
1928 ·
1929 ·
1930 ·
1931–1933 ·
1934 ·
1935 ·
1936 ·
1937 ·
1938 ·
1939–1946 ·
1947 ·
1948 ·
1949 ·
1950 ·
1951 ·
1952 ·
1953 ·
1954 ·
1955 ·
1956 ·
1957 ·
1958 ·
1959 ·
1960 ·
1961 ·
1962 ·
1963 ·
1964 ·
1965 ·
1966 ·
1967 ·
1968 ·
1969 ·
1970 · 
1971 · 
1972 · 
1973 · 
1974 · 
1975 · 
1976 · 
1977 · 
1978 · 
1979 · 
1980 · 
1981 · 
1982 · 
1983 · 
1984 · 
1985 · 
1986 · 
1987 · 
1988 · 
1989 · 
1990 · 
1991 · 
1992 · 
1993 · 
1994 · 
1995 · 
1996 · 
1997 · 
1998 · 
1999 · 
2000 · 
2001 · 
2002 · 
2003 · 
2004 · 
2005 · 
2006 · 
2007 · 
2008 · 
2009 · 
2010 · 
2011 · 
2012 · 
2013 · 
2014 · 
2015 · 
2016 ·
2017 ·
2018 ·
2019 ·
2020 ·
2021 ·
2022 ·
2023
Albanië ·
Algerije ·
Angola ·
Argentinië ·
Australië ·
België ·
Belize ·
Bermuda ·
Bolivia ·
Bosnië en Herzegovina ·
Brazilië ·
Bulgarije ·
Canada ·
Chili ·
China ·
Colombia ·
Congo-Kinshasa ·
Costa Rica ·
Cuba ·
Curaçao ·
DDR ·
Denemarken ·
Dominica ·
Duitsland ·
Ecuador ·
Egypte ·
El Salvador ·
Engeland ·
Estland ·
Fiji ·
Finland ·
Frankrijk ·
Gambia ·
Ghana ·
Griekenland ·
Guatemala ·
Guyana ·
Haïti ·
Honduras ·
Hongarije ·
Ierland ·
IJsland ·
Irak ·
Iran ·
Israël ·
Italië ·
Ivoorkust ·
Jamaica ·
Japan ·
Joegoslavië ·
Kameroen ·
Kroatië ·
Liberia ·
Luxemburg ·
Marokko ·
Martinique ·
Nederland ·
Nederlandse Antillen ·
Nicaragua ·
Nieuw-Zeeland ·
Nigeria ·
Noord-Ierland ·
Noord-Korea ·
Noorwegen ·
Oekraïne ·
Oezbekistan ·
Panama ·
Paraguay ·
Peru ·
Polen ·
Portugal ·
Qatar ·
Roemenië ·
Rusland ·
Saint Kitts en Nevis ·
Saint Vincent en de Grenadines ·
Saoedi-Arabië ·
Schotland ·
Senegal ·
Servië ·
Slovenië ·
Slowakije ·
Sovjet-Unie ·
Spanje ·
Suriname ·
Trinidad en Tobago ·
Tsjechië ·
Tsjecho-Slowakije ·
Tunesië ·
Uruguay ·
Venezuela ·
Verenigde Staten ·
Wales ·
Wit-Rusland ·
Zuid-Afrika ·
Zuid-Korea ·
Zweden ·
Zwitserland
Angola (2006) ·
Argentinië (2006) ·
Brazilië (1999) ·
Brazilië (2014) ·
Brazilië (2018) ·
Duitsland (2018) ·
Frankrijk (2010) ·
Iran (2006) ·
Kameroen (2014) ·
Kroatië (2014) ·
Nederland (2014) ·
Portugal (2006) ·
Uruguay (2010) ·
Zuid-Afrika (2010) ·
Zuid-Korea (2018) ·
Zweden (2018)